# Pont de la Tournelle
Il Pont de la Tournelle è un ponte di Parigi che attraversa la Senna.
È il prolungamento verso sud della Rue des Deux-Ponts che attraversa l'Île Saint-Louis, che permette di raggiungere la riva sinistra nel V arrondissement. L'altro ponte, suo prolungamento verso nord, che congiunge l'isola con la riva destra, è il pont Marie.

## Caratteristiche

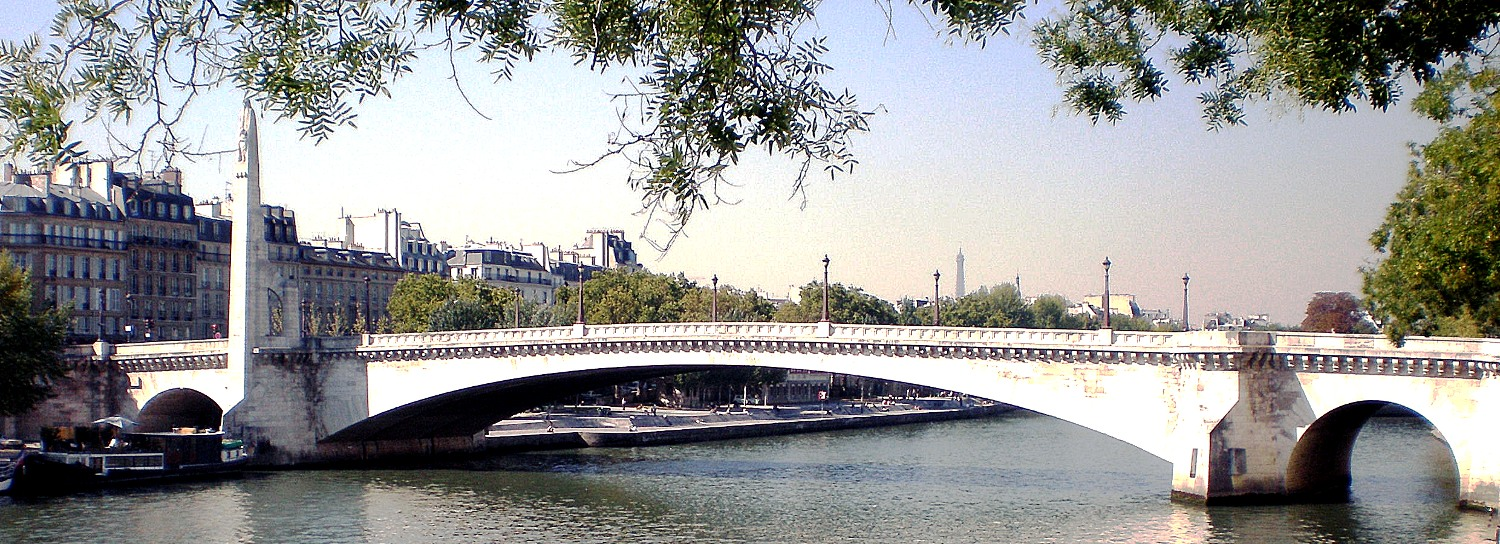
Pont de la Tournelle, visto dal quai de Béthune - Parigi

Il "pont de la Tournelle" è volutamente asimmetrico allo scopo di valorizzare la dissimmetria del paesaggio della Senna in quel punto. Composto di un grande arco centrale collegato alle rive da due archi più piccoli, è decorato sulla riva sinistra da un pilone di circa 15 m di altezza sormontato da una statua di santa Genoveffa, patrona di Parigi, realizzata da Paul Landowski, che protegge la città di Parigi ed è  rappresentata sotto i tratti di una bambina che serra su di essa la navata. .